# تیم ملی فوتبال لائوس
تیم ملی فوتبال لائوس نماینده کشور لائوس در مسابقات بین‌المللی و آسیا است که زیر نظر فدراسیون فوتبال لائوس فعالیت می‌کند.
اولین بازی رسمی این تیم در تاریخ ۱۲ دسامبر ۱۹۶۱ میلادی در برابر تیم ملی فوتبال ویتنام جنوبی برگزار شده است.